# Кастелгонеле (Бреша)
Кастелгонеле је насеље у Италији у округу Бреша, региону Ломбардија.
Према процени из 2011. у насељу је живело 67 становника. Насеље се налази на надморској висини од 100 м.